# Efekt kosinusowy
Efekt kosinusowy – powstaje podczas pomiaru prędkości poruszających się obiektów za pomocą urządzeń emitujących i rejestrujących odbitą od obiektu falę elektromagnetyczną z zakresu mikrofal – urządzenia radarowe, bądź z zakresu bliskiej podczerwieni – urządzenia laserowe. W ogólności obiekt może poruszać się w dowolnym kierunku, natomiast urządzenia do pomiaru prędkości mierzą tylko tę wartość składowej prędkości, która jest rzutowana na kierunek osi wiązki radarowej lub laserowej urządzenia nadawczego. Zmierzona wartość prędkości jest zatem zmniejszona przez cosinus kąta ostrego zawartego między kierunkiem ruchu obiektu a kierunkiem wyznaczonym przez oś wiązki.

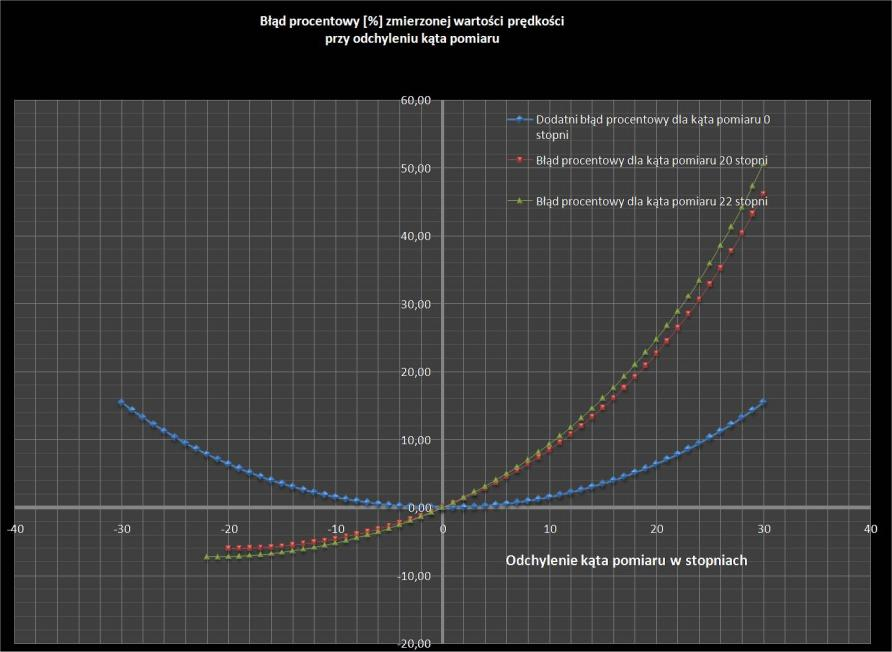
Błędy procentowe pomiaru prędkości dla urządzeń radarowych

Efekt ten występuje m.in. podczas pomiaru prędkości pojazdów za pomocą fotoradarów oraz ręcznych radarowych przyrządów do pomiaru prędkości – zwanych potocznie „suszarkami”.
O ile w przypadku fotoradarów zazwyczaj ustawionych ukośnie do osi jezdni pod stałym kątem nie większym niż 30 stopni efekt ten jest kompensowany przez implementację programową przyrządu (przez podzielenie zmierzonej wartości prędkości przez wartość cosinusa stałego kąta pomiaru), o tyle kierunek wiązki radarowej w ręcznym przyrządzie do pomiaru prędkości sprawia, że prędkość zmierzona jest zawsze nie większa od prędkości rzeczywistej pojazdu.
Obok przedstawiono wykres zależności błędu procentowego prędkości odniesionej do wartości prędkości zmierzonej w funkcji kąta odchylenia osi wiązki. W przypadku ręcznych przyrządów pomiarowych obserwujemy dla kątów odchylenia do 10 stopni wartości błędu dodatniego nie większe niż 1,5% natomiast dla urządzeń pracujących ukośnie (np. pod kątem 20 albo 22 stopni) zmniejszenie zmierzonej prędkości pojazdu następuje wyłącznie przy powiększeniu kąta pomiaru w stosunku do wartości zalecanej przez producenta przyrządu. Efekt powiększenia zmierzonej prędkości pojazdu w stosunku do rzeczywistej może wystąpić jedynie dla ustawień kątów pomiaru mniejszych niż zalecany przez producenta. Sytuacji takiej może sprzyjać błędne wybranie miejsca instalacji fotoradaru, np. takie, które umożliwia zmierzenie pojazdu poruszającego się po łuku.
Wbrew twierdzeniom niektórych producentów laserowych przyrządów do pomiaru prędkości (lidarów), efekt kosinusowy nie dotyczy tych urządzeń. Jest to spowodowane tym, że prędkość jest wyznaczana w oparciu o serię szybkich pomiarów odległości. W takim przypadku pomiar pod kątem prowadzi do wędrówki wiązki pomiarowej po mierzonym pojeździe, co wprowadza dodatkowy błąd pomiaru. Błąd ten nie jest możliwy do wyznaczenia, gdyż zależy także od kształtu mierzonego pojazdu oraz punktu na pojeździe, od którego zaczął się pomiar. Wynik pomiaru pod kątem dla lidarów może być w dowolny sposób zawyżony lub zaniżony. Powszechnie przyjmuje się, że graniczną wartością dopuszczalnego kąta pomiaru przyrządem laserowym jest 5,74°, co odpowiada stosunkowi odległości pomiaru do odsunięcia przyrządu w bok od osi przechodzącej wzdłuż mierzonego pojazdu przez punkt, w który celowano wynoszący 10 do 1. Pomiar pod większym kątem jest dla lidarów uznawany za nieprawidłowy.